# Władcy Szwabii

## Władcy Szwabii przed powstaniem Księstwa Szwabii

### Karolingowie
| # | Imię              |  | Urodzony                 | Zmarł                     | Czas rządów | Rodzice                                      |
| - | ----------------- |  | ------------------------ | ------------------------- | ----------- | -------------------------------------------- |
| 1 | Karol Wielki      |  | 1 kwietnia 747 Herstal   | 28 stycznia 814 Akwizgran | 788–814     | Pepin Krótki Bertrada z Laonu                |
| 2 | Lotar I           |  | 795 Altdorf              | 2 marca 855 Prüm          | 814–829     | Ludwik I Pobożny Ermengarda z Hesbaye        |
| 3 | Ludwik Niemiecki  |  | 804                      | 28 sierpnia 876 Frankfurt | 829–876     | Ludwik I Pobożny Ermengarda z Hesbaye        |
| 4 | Karol Otyły       |  | 13 czerwca 839 Neidingen | 13 stycznia 888 Neidingen | 876–887     | Ludwik II Niemiecki Emma Bawarska            |
| 5 | Arnulf z Karyntii |  | 850                      | 8 grudnia 899 Regensburg  | 888–899     | Karloman (król wschodniofrankijski) Litwinda |

## Książęta Szwabii

### Różne dynastie
| # | Imię         |  | Urodzony | Zmarł                  | Czas rządów | Rodzice                               |
| - | ------------ |  | -------- | ---------------------- | ----------- | ------------------------------------- |
| 1 | Burchard I   |  | 855/860  | 5/23 listopada 911     | 909–911     | Adalbert II z Thurgau ???             |
| 2 | Erchanger    |  | ok. 880  | 21 stycznia 917        | 915–917     | Berthold I Szwabski Gizela Frankijska |
| 3 | Burchard II  |  | 883/884  | 29 kwietnia 926 Novara | 917–926     | Burchard I Szwabski Luitgarda Saska   |
| 4 | Herman I     |  | ???      | 10 grudnia 949         | 926–949     | Gebhard Lotaryński Ida                |
| 5 | Ludolf       |  | 930      | 6 września 957 Pombia  | 950–954     | Otton I Wielki Edyta Angielska        |
| 6 | Burchard III |  | ok. 915  | 12 listopada 973       | 954–973     | Burchard II Szwabski Regilinda        |
| 7 | Otton I      |  | 955      | 1 listopada 982 Lucca  | 973–982     | Ludolf (syn Ottona I) Ida Szwabska    |

### Dynastia Wetterau (Konradyni)
| #  | Imię       |  | Urodzony        | Zmarł           | Czas rządów | Rodzice                                |
| -- | ---------- |  | --------------- | --------------- | ----------- | -------------------------------------- |
| 8  | Konrad I   |  | ???             | 20 sierpnia 997 | 983–997     | ???                                    |
| 9  | Herman II  |  | ???             | 4 maja 1003     | 997–1003    | Konrad I Szwabski ???                  |
| 10 | Herman III |  | październik 995 | 1 kwietnia 1012 | 1003–1012   | Herman II Szwabski Gerberga Burgundzka |

### Dynastia Babenbergów
| #  | Imię      |  | Urodzony | Zmarł                             | Czas rządów | Rodzice                       |
| -- | --------- |  | -------- | --------------------------------- | ----------- | ----------------------------- |
| 11 | Ernest I  |  | 983      | 31 marca/31 maja 1015             | 1012–1015   | Leopold I Babenberg Richwarda |
| 12 | Ernest II |  | ok. 1010 | 17 sierpnia 1030 Burg Falkenstein | 1015–1030   | Ernest I Gizela Szwabska      |
| 13 | Herman IV |  | ok. 1015 | 28 lipca 1038 Neapol              | 1030–1038   | Ernest I Gizela Szwabska      |

### Różne dynastie
| #  | Imię               |  | Urodzony                        | Zmarł                          | Czas rządów | Rodzice                           |
| -- | ------------------ |  | ------------------------------- | ------------------------------ | ----------- | --------------------------------- |
| 14 | Henryk III Salicki |  | 29 października 1017 Oosterbeek | 5 października 1056 Bodfeld    | 1038–1045   | Konrad II Salicki Gizela Szwabska |
| 15 | Otto II            |  | ???                             | 1047 Tomburg                   | 1045–1048   | Ezzon Matylda Saksońska           |
| 16 | Otton III          |  | ok. 1000                        | 28 września 1057               | 1048–1057   | Henryk ze Schweinfurtu Gerberga   |
| 17 | Rudolf             |  | ok. 1025                        | 15 października 1080 Merseburg | 1057–1079   | Kuno von Rheinfelden ???          |

### Dynastia Hohenstaufów
| #  | Imię         |  | Urodzony             | Zmarł                       | Czas rządów | Rodzice                                      |
| -- | ------------ |  | -------------------- | --------------------------- | ----------- | -------------------------------------------- |
| 18 | Fryderyk I   |  | 1050                 | 21 lipca 1105               | 1079–1105   | Fryderyk z Büren Hildegarda                  |
| 19 | Fryderyk II  |  | 1090                 | 6 kwietnia 1147 Alzey       | 1105–1147   | Fryderyk I Szwabski Agnieszka von Waiblingen |
| 20 | Fryderyk III |  | 1122 Waiblingen      | 10 czerwca 1190 rzeka Salef | 1147–1152   | Fryderyk II Jednooki Judyta Bawarska         |
| 21 | Fryderyk IV  |  | 1144/1145            | 19 sierpnia 1167 Rzym       | 1152–1167   | Konrad III Hohenstauf Gertruda von Sulzbach  |
| 22 | Fryderyk (V) |  | 16 lipca 1164        | 28 listopada 1170           | 1167–1170   | Fryderyk I Barbarossa Beatrycze I Burgundzka |
| 23 | Fryderyk V   |  | luty 1167 Modigliana | 20 stycznia 1191 Akka       | 1170–1191   | Fryderyk I Barbarossa Beatrycze I Burgundzka |
| 24 | Konrad II    |  | luty/marzec 1172     | 15 sierpnia 1196 Durlach    | 1191–1196   | Fryderyk I Barbarossa Beatrycze I Burgundzka |
| 25 | Filip        |  | sierpień 1177        | 21 czerwca 1208 Bamberg     | 1196–1208   | Fryderyk I Barbarossa Beatrycze I Burgundzka |

### Welfowie
| #  | Imię    |  | Urodzony            | Zmarł                 | Czas rządów | Rodzice                        |
| -- | ------- |  | ------------------- | --------------------- | ----------- | ------------------------------ |
| 25 | Otto IV |  | 1175/1176 Brunszwik | 19 maja 1218 Harzburg | 1208–1212   | Henryk Lew Matylda Plantagenet |

### Hohenstaufowie
| #  | Imię         |  | Urodzony                | Zmarł                             | Czas rządów | Rodzice                                     |
| -- | ------------ |  | ----------------------- | --------------------------------- | ----------- | ------------------------------------------- |
| 27 | Fryderyk VII |  | 26 grudnia 1194 Jesi    | 13 grudnia 1250 Castel Fiorentino | 1212–1216   | Henryk VI Hohenstauf Konstancja Sycylijska  |
| 28 | Henryk II    |  | 1211 Sycylia            | 12 lutego 1242 Martirano          | 1216–1235   | Fryderyk II Hohenstauf Konstancja Aragońska |
| 29 | Konrad III   |  | 25 kwietnia 1228 Andria | 21 maja 1254 Lavello              | 1235–1254   | Fryderyk II Hohenstauf Jolanta Jerozolimska |
| 30 | Konrad IV    |  | 25 marca 1252 Wolfstein | 29 października 1268 Neapol       | 1254–1268   | Konrad IV Hohenstauf Elżbieta Bawarska      |

### Dynastia Habsburgów
| #  | Imię          |  | Urodzony | Zmarł                | Czas rządów | Rodzice                                        |
| -- | ------------- |  | -------- | -------------------- | ----------- | ---------------------------------------------- |
| 31 | Rudolf II     |  | 1270     | 10 maja 1290 Praga   | 1273–1290   | Rudolf I Habsburg Gertruda von Hohenberg       |
| 32 | Jan Parricida |  | 1290     | 13 grudnia 1313 Piza | 1290–1313   | Rudolf II (książę austriacki) Agnieszka Czeska |